# Лилчо Борисов
Лилчо Борисов Левиев, по известен като Лилчо Борисов, е български кларнетист и композитор.

## Биография
Роден е на 1 декември 1925 година в София. Син е на диригента и композитор Борис Левиев. През 1952 година завършва Миланската консерватория „Джузепе Верди“, където учи кларинет и композиция. Докато е в Италия, работи като кларнетист в Миланската скала в продължение на две години.
След дипломирането си, се завръща в България. Развива концертираща дейност. От 1952 до 1961 година е кларнетист в Софийската опера, а от 1961 до 1984 година в Софийската филхармония. От 1952 до 1954 година е част от Българската държавна консерватория, където е асистент на Стоян Стоянов.
Негово дело е симфонична, камерна, духова и джазова музика.
Умира на 14 март 1996 година.